# طرزان وجين
طرزان وجين (بالإنجليزية:Tarzan & Jane) هو فيلم الرسوم المتحركة الكوميدي مغامرة التي تنتجها والت ديزني التلفزيون الرسوم المتحركة، صدر في 23 يوليو 2002, وهو فيلم تكملة لديزني 1999 فيلم رسوم متحركة طرزان، ويستخدم ثلاثة unaired حلقة من الفيلم المقابلة مسلسل تلفزيوني أسطورة طرزان. صدر طرزان الثاني، وهو متابعة للفيلم الأصلي، في عام 2005. تدور أحداث الفيلم بعد عام من أحداث الفيلم الأول.
مع استثناءات إريك فون ديتن وجاسون مارسدين في دور فلينت ومونجو على التوالي، لم يقم أي من الممثلين من الفيلم الأصلي بإعادة تمثيل أدوارهم.
تم تخصيص هذا الفيلم لفنان القصة المصورة جون ميلر، الذي توفي قبل عرض الفيلم.

## الحبكة
يستفيد الفيلم من قصة الإطار لتقديم ثلاث «حلقات» قائمة بذاتها عبر الفلاش باك. جين وطرزان وصلت الصورة زواجهما الأولى، وجين هو محاولة للعثور على هدية مناسبة لزوجها، بمساعدة من الفيل تانتور والغوريلا ترك.
عندما يتم اقتراح حفلة، يتذكر الثلاثي الكارثة التي حدثت عندما وصل ثلاثة من أصدقاء جين لإنقاذها، لأنهم اعتقدوا خطأً أن جين محتجزة في الغابة. بعد معرفة الحقيقة، قرروا البقاء للزيارة. تنظم جين نزهة على الطريقة الإنجليزية لأصدقائها، لكن طرزان ترفض الانضمام إليهم بعد أن اعتقدت أن جين كانت محرجة من عاداته الوحشية. توقفت النزهة عندما هاجم اثنان من الفهود، نورو وشيتا، جين وأصدقائها، مما أجبرهم على الفرار إلى المناطق العميقة من الغابة. عندما علمت جين صديقاتها بعض تقنيات البقاء على قيد الحياة، تعرضوا مرة أخرى لكمين من قبل الفهود، فقط ليتم إنقاذهم عندما يندفع طرزان. عندما تغادر جين وأصدقاؤها في اليوم التالي، يشكرونها على المغامرة ويقولون إنهم يأملون في العودة قريباً.
بالعودة إلى يومنا هذا، تفكر جين في فكرة الهدايا باهظة الثمن، وخاصة المجوهرات، مما دفع تيرك لتذكيرها بالوقت الذي حاولت فيه طرزان الحصول عليها من الماس. قاد طرزان رجلين، يوهانس نيلز وميركوس، إلى بركان قريب يحتوي على منجم ألماس، وفي المقابل، سيعطونه أحد الألماس ليعطيه لجين، فقط لكي ينقلبوا عليه بمجرد دخوله، راغبين في أخذ كل الماس لأنفسهم. ثم اندلع البركان مع وجود طرزان وجين والبروفيسور بورتر محاصرين بالداخل، على الرغم من تمكنهم من الهروب قبل وصول تدفقات الحمم البركانية إليهم. ثم أنقذ طرزان جوهانس وميركوس، فقط لكي يفقدوا الماس في هذه العملية. تم القبض عليهم بعد ذلك وإعادتهم إلى إنجلترا.
ثم ينضم البروفيسور بورتر إلى المحادثة، ويقترح على جين أن تحتفل هي وطرزان بذكراهما برقصة. يتسبب هذا في قيام Terk بإحضار الوقت الذي زار فيه صديق جين القديم روبرت كانلر. ان الامور سار على ما يرام، على الرغم من طرزان الشعور بالغيرة وعدم ثقتها في نحو Canler (مدعيا أنه هو الرجل السيئ الذي يذكره سابور), حتى Canler قد كشف انه كان يعمل عميلا مزدوجا ل الألمان من الإمبراطورية الألمانية خلال الحرب العالمية الأولى وقد جاء للحصول على آلة تشفير متخفية في هيئة صندوق موسيقى أعطاها لجين لحفظها. ثم اختطفها، ولكن تم تعقبها وإيقافها من قبل طرزان بمساعدة طيار سلاح الجو الملكي البريطاني نايجل تايلور، الذي كان على درب كانلر. يقود تايلور طائرة كانلر ويعيده إلى إنجلترا لمحاكمته.
بعد نفاد الأفكار وإدراك الذكرى السنوية لن يتناسب مع أسلوب حياة طرزان غير المتحضر، تعود جين إلى منزل الشجرة بخيبة أمل، فقط لتبتهج بعد العثور عليه مزينًا والجميع، بما في ذلك طرزان، الذي يرتدي بدلة والده، خطط لمفاجأة حفلة لجعلها سعيدة. كان كل من ترك وتانتور والأستاذة يعرفون ذلك طوال الوقت وكانوا يشتت انتباهها بينما أقام الجميع الحفلة. طرزان يعطي جين خاتمًا من الألماس مصنوعًا من نفس الماس في البركان. تبدأ الاحتفالات حيث يرقص الجميع، بما في ذلك طرزان وجين، حيث تنتهي القصة برقص الزوجين تحت ضوء القمر مع اليراعات في كل مكان.

## الطاقم
- مايكل تي فايس في دور طرزان
- أوليفيا دابو بدور جين بورتر
- أبريل ينتشل في دور تيرك
- جيم كامينجز في دور تانتور ومركوس
- جون أوهيرلي في دور جوهانس نيلز
- جيف بينيت في دور البروفيسور. أرخميدس كيو بورتر وروبرت (بوبي) كانلر
- أليكسيس دينيسوف في دور نايجل تايلور
- غراي ديلايل في دور Greenly
- نيكوليت شريدان في دور إليانور
- تارا سترونغ في دور عسلي
- رينيه أوبرجونوا في دور رينارد دومون
- فرانك ويلكر في دور نورو وشيتا

## استقبال
أفاد موقع روتن توميتوز، وهو مجمع مراجعة، أن 17 ٪ من ستة نقاد شملهم الاستطلاع أعطوا الفيلم مراجعة إيجابية؛ متوسط التقييم هو 3/10. صنفه دليل التلفزيون بـ 3/5 نجوم ووصفه بأنه «تسلية مرحة للأطفال من جميع الأعمار».

## أسطورة طرزان
يعد هذا الفيلم إلى حد كبير بمثابة الفلاش باك لثلاث حلقات من المسلسل التلفزيوني أسطورة طرزان. الحلقات المعنية هي «طرزان والغزو البريطاني» و «طرزان ومنجم الماس البركاني» و «طرزان والآيس الطائر», الحلقات الثلاثة الأخيرة من البرنامج سيتم بثها (ولكن يتم عرضها قبل ذلك بكثير في ترتيب الإنتاج). 